# AAAベースボールナショナルチャンピオンシップ
AAAベースボールナショナルチャンピオンシップ（Triple-A Baseball National Championship Game）は、北米プロ野球リーグのマイナーリーグベースボールで最高峰のAAA級に位置付けられているインターナショナルリーグとパシフィックコーストリーグの勝者によって1試合制で行われる、AAA級の年間優勝決定戦である。

## 歴史
AAA級の年間優勝を決める大会としては、1905年から1975年までのジュニア・ワールドシリーズ、1988年から1991年までのトリプルAクラシック、そして1998年から2000年までのラスベガスAAAワールドシリーズが実施されていたが、2006年から現在の形式で2つのリーグを制したチーム間での優勝決定戦が開催されるようになった。
2006年から2010年までは、パシフィックコーストリーグに所属するオクラホマシティ・レッドホークス（現：オクラホマシティ・コメッツ）の本拠地であるオクラホマ州オクラホマシティのAT&Tブリックタウン・ボールパーク（現：チカソー・ブリックタウン・ボールパーク）で開催されていたため、ブリックタウン・ショーダウンの愛称でも呼ばれていた。
2011年からは、その年のAAA級オールスターゲームに勝利したリーグのチームの本拠地で開催されている。なお、2012年のチャンピオンシップに出場したポータケット・レッドソックスには2013年オフに阪神タイガースへ入団することになるマウロ・ゴメスが所属しており、ゴメスは同年のインターナショナルリーグでMVPを獲得したが、チャンピオンシップが開催された際にはメジャーに昇格していたため、ゴメスはチャンピオンシップには参加していない。

## 結果
| 年   | 勝利チーム（提携先）                | リーグ | スコア | 相手チーム（提携先）                          | リーグ | 開催球場                               |
| ---- | ----------------------------------- | ------ | ------ | --------------------------------------------- | ------ | -------------------------------------- |
| 2006 | トゥーソン・サイドウインダーズ(ARI) | PCL    | 5-2    | トレド・マッドヘンズ(DET)                     | IL     | AT&Tブリックタウン・ボールパーク       |
| 2007 | サクラメント・リバーキャッツ(OAK)   | PCL    | 7-1    | リッチモンド・ブレーブス(ATL)                 | IL     | AT&Tブリックタウン・ボールパーク       |
| 2008 | サクラメント・リバーキャッツ(OAK)   | PCL    | 4-1    | スクラントン・ウィルクスバリ・ヤンキース(NYY) | IL     | AT&Tブリックタウン・ボールパーク       |
| 2009 | ダーラム・ブルズ(TB)                | IL     | 5-4    | メンフィス・レッドバーズ(STL)                 | PCL    | AT&Tブリックタウン・ボールパーク       |
| 2010 | コロンバス・クリッパーズ(CLE)       | IL     | 12-6   | タコマ・レイニアーズ(SEA)                     | PCL    | AT&Tブリックタウン・ボールパーク       |
| 2011 | コロンバス・クリッパーズ(CLE)       | IL     | 8-3    | オマハ・ストームチェイサーズ(KC)              | PCL    | アイソトープス・パーク                 |
| 2012 | リノ・エーシズ(ARI)                 | PCL    | 10-3   | ポータケット・レッドソックス(BOS)             | IL     | ダーラム・ブルズ・アスレチック・パーク |
| 2013 | オマハ・ストームチェイサーズ(KC)    | PCL    | 2-1    | ダーラム・ブルズ(TB)                          | IL     | コカ・コーラ・パーク                   |
| 2014 | オマハ・ストームチェイサーズ(KC)    | PCL    | 4-2    | ポータケット・レッドソックス(BOS)             | IL     | BB&Tボールパーク                       |
| 2015 | フレズノ・グリズリーズ(HOU)         | PCL    | 7-0    | コロンバス・クリッパーズ(CLE)                 | IL     | サウスウエスト・ユニバーシティパーク   |
| 2016 |                                     |        |        |                                               |        | オートゾーン・パーク                   |